# Koulsy Lamko
Koulsy Lamko, né à Dadouar le 25 octobre 1959, est un dramaturge, romancier, poète, essayiste et professeur universitaire tchadien. Koulsy Lamko est titulaire d’un Doctorat en Langues et littératures de l’Université de Limoges (France) et un DEA en Textes et langage, littératures générale et comparée. Il est également titulaire d’un Certificat en Entrepreneuriat et Gestion Culturelle. 

## Biographie
La guerre civile au Tchad a conduit Lamko à quitter son pays en 1983 pour le Burkina Faso où il a participé activement à la Révolution Démocratique et Populaire de Thomas Sankara.  Il s’y consacre à la promotion du théâtre communautaire, participe à la naissance de l’Institut des Peuples Noirs en tant que concepteur de programmes et participe aussi à la fondation du Festival International du Théâtre pour le Développement. Après un séjour en France au Festival International des Francophonies, il a déménagé au Rwanda, où il a fondé le Centre Universitaire des arts de l’Université Nationale du Rwanda (CUA) et a enseigné le Théâtre et la Création Littéraire. À partir du CUA, il prend activement part aux stratégies culturelles pour la prévention et gestion des conflits et la réconciliation dans le contexte post-génocide du Rwanda.  
Son roman La Phalène des collines (2000) évoque le génocide des Tutsis au Rwanda.
En 2003, il arrive au Mexique, invité par le Parlement international des écrivains à séjourner à la Casa Refugio Citlaltepetl. Dès lors, il décide de s’installer au Mexique où   depuis 2010, avec l’appui du Gouvernement de la ville, il a fondé Casa R. Hankili África, une maison de refuge pour les écrivains et artistes africains et un centre culturel voué à la promotion des cultures africaines et celles de la diaspora noire.  
En 2009, il a séjourné, en tant qu’invité d’Amsterdam Vluchtstad, dans l’ancien appartement d’Anne Frank et de sa famille à l’Amsterdam Merwedeplein.
En tant qu’enseignant chercheur et conférencier, il a enseigné et partagé de nombreuses conférences sur la Création littéraire, la Sémiologie dans les arts de la scène, le théâtre en Afrique, la Littérature africaine et le Cinéma, la Gestion des entreprises culturelles et les Études africaines dans les Relations internationales, cela dans plusieurs universités et instituts : American University of Nigeria, Instituto Tecnológico Autónomo de México Casa Hankili África México; Universidad Autónoma de la Ciudad de México (Coordinador de Diffusion Cultural y Extension Universitaria), Universidad Autónoma del Estado de Hidalgo México, Universidad Nacional Autónoma de México, National University of Rwanda, Institut des Peuples Noirs, Burkina Faso.
En janvier 2020, Koulsy Lamko et Une cinquantaine d'intellectuels publient une déclaration demandant l'ouverture d'un débat «populaire et inclusif» sur la réforme du Franc CFA en cours et rappelant que «la question de la monnaie est fondamentalement politique et que la réponse ne peut être principalement technique».

## Œuvre

### Théâtre
- Le camp tend la sébile, 1988, éditions Presses Universitaires de Limoges[3]
- Ndo kela ou l'initiation avortée, 1993, éditions Lansman[3] - rééd. 2016
- Tout bas... si bas, 1995, éditions Lansman[4]
- Comme des flèches, 1996, éditions Lansman
- Le Mot dans la rosée, 1997, Actes Sud Papiers[5]
- Théâtre Vessie pour lanterne, recueil de 10 œuvres de l’écrivain, Editions Kuljaama, 2005
- Celle des iles, Editions Acoria, 2012
- Bintou Were, un Opéra du Sahel, libretto, porté sur la scène à Bamako, Amsterdam Muziekgebouw (Holland) and Théâtre du Chatelet (France) 2007
- Africa 50, monté à Addis-Abeba pour les 50 ans de l’OUA-UA,  2013
- La Tête sous l'aisselle, 1997, éditions Ligue de l'Enseignement et DGER

### Contes
- Regards dans une larme, 1990, éditions Mondia-Canada
- Les Repos des masques, 1995, éditions Marval
- Sou, sou, sou, gré, gré, gré, 1995, éditions FOL 87, Limoges / Festival International des Francophonies en Limousin (recueil supervisé par Nadine Chausse & Marc Bruimaud)
- Aurore, 1997, éditions Le bruit des autres
- Au large de Karnac, in L’Europe vues d’Afrique, Editions Le Cavalier Bleu, 2004

### Romans
- La Phalène des collines, 2000, Centre Universitaire des Arts[6]
- Sahr, Champ de folie, 2010, Edition Vignaubière
- Les Racines du Yucca, 2011, Edition Philippe Rey[7]

### Poésie et Album musical
- Exils, Solignac 1993, Le Bruit des Autres
- Bir Ki Mbo (avec Stéphane Scott and Rémi Stengel) 1997
- Dabirbiti (avec Napoleon Ochoa) 2012

### Essai
- Koulsy Lamko sur l'homme exotique, 2009, Le pouvoir de la culture
- La libertad se conquista, recueil en espagnol de discours de Thomas Sankara Ed. UACM/Casa Refugio Citlaltépetl, Mexico, 2007
- Genocidio de los tutsi de Ruanda, la memoria en camino, (en collaboration Boubacar Boris Diop and Palmira Telésforo Cruz), Ed. Hankili So África/Prince Claus Fund, Mexico, 2012
- Théâtre de la participation en Afrique, thèse de doctorat, publié par les Editions Universitaires Européennes, Saarbrücken, 2017
- “Bintou Wéré, African Opera”, essai sur l’Opéra du Sahel, publié par Prince Claus Fund, Amsterdam, 2017
- Nosotros, los otros, los alucinados en el azur, no somos africanistas, Editions. Hankili So África/CONACULTA, Mexico, 2018

Scenario et texte pour film et documentaire
- La longue marche, 1992, dirigé par Dramane Deme, DIPROCI.
- Crépuscule, 1997, en collaboration avec François Woukoache
- L’acte fatal, 1997, en collaboration avec Jean Claude Boussard
- Ibitekerezo by’abana en collaboration avec François Woukoache
- Karame mwana en collaboration avec Woukoache
- Les échelles de l’espoir, en collaboration avec Wasis Diop,
- Feeding Roots, realisé par Koulsy Lamko, NUR/Prince Claus Fund and DOEN